# Jedinec
Jedincem je v biologii každý soběstačný organismus. V teorii přirozeného výběru byl jedinec považován za základní jednotku evoluce. Nicméně po moderní syntéze se jako se základní jednotkou běžně počítá s genem (viz sobecký gen). Definice jedince má z biologického pohledu několik problémů:
- Jedincem se obvykle myslí i člen kolonie nebo symbiont závislý na jiných organismech a jen minimum makroskopických živých organismů je nezávislé na okolí tvořeném živou přírodou.
- Mnohabuněčné organismy jsou v jistém smyslu výsledkem symbiózy mnoha jedinečných systémů splňující většinu definic života.
- Je těžké oddělit soběstačný systém v procesech jako je pučení kvasinek.